# Saint-Laurent, Côtes-d'Armor

Saint-Laurent este o comună în departamentul  Côtes-d'Armor, Franța. În 1 ianuarie 2022 avea o populație de 533 de locuitori.